# Гаджиев, Ягуб Гусейн оглы
Ягуб Гусейн оглы Гаджиев (азерб. Yaqub Hüseyn oğlu Hacıyev; 1929—2009) — советский и азербайджанский учёный в области инфекционных и паразитарных болезней животных, доктор ветеринарных наук, профессор, действительный член ВАСХНИЛ (1991; член-корреспондент с 1972) и Академии наук Азербайджана (2001). Лауреат Государственной премии Азербайджанской ССР. Заслуженный ветеринарный врач Азербайджанской ССР.

## Биография
Родился 9 мая 1929 года в селе Морул Шамкирского района, Азербайджанской ССР. 
С 1946 года обучался на ветеринарном факультете Азербайджанского сельскохозяйственного института а с 1949 по 1951 год обучался в Ленинградском ветеринарном институте. С 1954 по 1957 год обучался в аспирантуре Всесоюзного института гельминтологии имени К. И. Скрябина.
С 1951 года на педагогической работе в Загатальском сельскохозяйственном техникуме в качестве преподавателя. С 1951 по 1952 год на клинической работе в Шамкирской районной центральной ветеринарной лечебнице в качестве ветеринарного врача. С 1952 по 1956 год на научно-исследовательской работе в Нахчыванском опорном пункте Азербайджанской научно-исследовательской ветеринарной опытной станции в качестве младшего научного сотрудника. С 1956 по 1958 год на научно-исследовательской работе в Нахчыванской сельскохозяйственной зональной опытной станции Азербайджанского НИИ земледелия в должности — заведующий ветеринарного отдела. С 1958 по 1959 год на научной работе в Министерства сельского хозяйства Азербайджанской ССР в должности — главный ветеринарный врач Республиканской ветеринарной лаборатории.
С 1959 года на научно-исследовательской работе в Азербайджанским НИИ ветеринарии в должностях старший и ведущий научный сотрудник, с 1968 по 2009 год — заведующим научно-исследовательской лаборатории. Одновременно с 1972 года  являлся — председателем секции животноводства и ветеринарии и членом Президиума Закавказского отделения ВАСХНИЛ.

### Научно-педагогическая деятельность и вклад в науку
Основная научно-педагогическая деятельность Я. Г. Гаджиева была связана с вопросами в области ветеринарной гельминтологией, занимался исследованиями в области проблемы эпизоотологии гельминтов и гельминтологической оценки пастбищ, паразитарных и инфекционных болезней у животных, им были разработаны научные основы применения микроэлементов в целях терапии против гельминтозов и повышения сопротивляемости организма животных. Я. Г. Гаджиевым была внедрена методика профилактики фасциолёза на орошаемых и обводняемых землях, что позволило предотвратить заболеваемость и падёж скота от этой болезни, им были выявлены более двадцати антигельминтных лекарственных растений. Я. Г. Гаджиев являлся главным редактором научного журнала «Азербайджанская аграрная наука».
В 1957 году защитил кандидатскую диссертацию, в 1968 году диссертацию на соискание учёной степени доктор ветеринарных наук. В 1972 году ВАК СССР ему было присвоено учёное звание профессор. В 1972 году он был избран член-корреспондентом, а в 1991 году — действительным членом ВАСХНИЛ. В 2001 году был избран действительным членом Академии наук Азербайджана. Я. Г. Гаджиевым было написано более двухсот научных работ, в том числе монографий и десяти книг, под его руководством было подготовлено более десяти кандидатских и докторских диссертаций.

## Награды и звания
- Орден «Знак Почёта»
- Государственная премия Азербайджанской ССР
- Заслуженный ветеринарный врач Азербайджанской ССР
- Медали имени К. И. Скрябина и С. Н. Вышелесского ВАСХНИЛ
- Бронзовая медаль ВДНХ[1][2]